# Sorbonne
Sorbonne je svjetski poznato francusko sveučilište u Parizu. Dok su hrvatski znanstvenici obično tijekom stoljeća prije osnutka zagrebačkog sveučilišta većinom gravitirali Italiji, Mađarskoj, Austriji ili Češkoj, neki su se školovali i u Francuskoj (npr. zagrebački biskup Nikola Stepanić Selnički).

## Povijest
Sveučilište je osnovao 1257. godine Robert de Sorbon. Tijekom Francuske revolucije bilo je zatvoreno. Napoleon ga je ponovo otvorio 1808. godine, dok je konačno prestalo s radom 1882. godine. Danas je rektorat pariškog sveučilišta u zgradi bivšeg sveučilišta, a 4 od 13 pariških sveučilišta čuva u nazivu ime Sorbonne (sva sveučilišta imaju zajednički rektorat). 

## Vanjske poveznice

### Sestrinski projekti
|  | Zajednički poslužitelj ima još gradiva o temi Sorbonne |

### Službene stranice
- http://www.sorbonne.fr/ (franc.)